# Happy (cântec)
„Happy” este un cântec al cantautoarei galeze Marina Diamandis, profesional cunoscută sub numele de Marina and the Diamonds. Este piesa de deschidere de pe al treilea album, Froot, și a fost lansată la data de 12 decembrie 2014 ca prima melodie de pe campania ei „Froot of the Month"”, care este o versiune lunară al unei piese noi pana când albumul va fi lansat. Un videoclip acustic pentru piesa a fost lansat.